# إنريكي فاريلا (لاعب كرة قدم)
إنريكي فارايلا دي سييخاس كان رسامًا إسبانيًا في الثلث الأول من القرن العشرين ولاعب كرة قدم، وكان من مؤسسي نادي ريال مدريد، تولى منصب نائب رئيس النادي.

## المسيرة الكروية
قبل أن يُعرف كرسام، كان فارايلا، إلى جانب جوليان بالاثيوس والأخوين خوان باروس وكارلوس بادروس، من أبرز الداعمين لتأسيس نادي ريال مدريد عام 1900. وتظل الفترة التي شغل فيها بالاثيوس رئاسة النادي غامضة، إذ تشير بعض المصادر أحيانًا إلى فارايلا دي سييخاس، الذي أصبح لاحقًا رسام كاريكاتير ونقاشًا مشهورًا، كرئيسٍ للنادي.وعلى الرغم من تأسيس نادي ريال مدريد عام 1900، لم يُعتمد رسميًا حتى 6 مارس 1902، خلال اجتماع عُقد في الغرفة الخلفية لمحل “أل كابريتشو”، المملوك لعائلة بادروس. في هذا الاجتماع جرى تشكيل أول مجلس إدارة للنادي، وعُيّن إنريكي فارايلا  نائبًا أول لرئيس النادي، خوان بادروس.حينما رعى نادي ريال مدريد بطولة أُقيمت في العاصمة خلال احتفالات مايو، عُرفت باسم كأس التتويج، والتي اعتُبرت سابقة لكأس الملك التي أُنشئت لاحقًا، نظم النادي سلسلة من المباريات التحضيرية على ملعب تيرو ديل بيتشون، ضمن استعداداته للبطولة. شارك إنريكي فارايلا في أربع مباريات منها خلال مارس 1902، لعب في اثنتين كمهاجم، وفي الأخريين كلاعب وسط. كما شارك إنريكي فارايلا في مباراة تحضيرية أخرى بتاريخ 13 أبريل، ولكن هذه المرة كحكم. وفي 2 مايو، دخل إنريكي فارايلا التاريخ كواحد من أحد عشر لاعبًا خاضوا أول مباراة رسمية لنادي ريال مدريد ضد نادٍ آخر، في لقاء ودي ضد فريق نادي نيو دي مدريد، وذلك قبل أيام قليلة من انطلاق كأس التتويج . إلا أنه لم يُدرج في التشكيلة الرسمية التي خاضت مباريات كأس التتويج. شارك فارايلا بعدها في ثلاث مباريات أخرى فقط مع نادي مدريد إف سي. اثنتان منهما في بطولة "Concurso de Bandas" بتاريخ 25 و28 ديسمبر 1902، وهما من أكبر الانتصارات المسجلة في تاريخ النادي، حيث فاز الفريق بنتيجتين 16–0 و19–1 على نادي موديرنو وإسبانيول دي مدريد على التوالي، لكن لم تُوثق أسماء مسجلي الأهداف في هاتين المباراتين. أما ظهور إنريكي فارايلا الأخير فكان في مباراة ودية ضد نادي نادي كرة القدم الدولي في 8 فبراير 1903، وانتهت بفوز ريال مدريد بنتيجة 4–0.

## المسيرة المهنية كرسام
عمل فارايلا في مجال الرسوم والرسوم التوضيحية لمجلات مثل لا إيسفيرا، وبشكل عام لصالح مجموعة برينسا جرافيا.
كما تعاون في توضيح الكتب، من بينها طبعتان لأعمال الكاتب الفالنسي فيثينتي بلاسكو إيبانييث، وهما: عائلة الدكتور بيدرازا (1922) والملك لير، الطابع (1926)، إلى جانب أعمال أخرى.

## الوفاة
توفي فارايلا في أوائل عام 1930، بعد معاناة مع مرض طويل الأمد، في مدينة مدريد.